# Ruiselede
Ruiselede este o comună neerlandofonă situată în provincia Flandra de Vest, regiunea Flandra din Belgia. La 1 ianuarie 2008 avea o populație totală de 5.128 locuitori. 

## Geografie
Suprafața totală a comunei este de 30,20 km². Comuna Ruiselede este formată din mai multe localități. Acestea sunt:
| - I. Ruiselede - II. Doomkerke - III. Kruiskerke |

Localitățile limitrofe sunt:
- Comuna Tielt:
  - a. Kanegem
  - b. Tielt
  - c. Schuiferskapelle
- Comuna Wingene:
  - d. Wingene
- Comuna Beernem:
  - e. Beernem
- Comuna Aalter:
  - f. Aalter
  - g. Lotenhulle
  - h. Poeke